# Patrice Bernier
Patrice Bernier (ur. 23 września 1979 w Brossard) – kanadyjski piłkarz występujący na pozycji pomocnika. Zawodnik klubu Lyngby BK.

## Kariera klubowa
Bernier karierę rozpoczął w drużynie Syracuse Orange z amerykańskiej uczelni Syracuse University. W 2000 roku przeszedł do kanadyjskiego Montrealu Impact, gdzie grał do końca 2002 roku. W 2003 roku podpisał kontrakt z norweskim Moss FK, grającym w Adeccoligaen. Jego barwy reprezentował przez 1,5 sezonu.
W połowie 2004 roku przeszedł do Tromsø IL z Tippeligaen. Zadebiutował tam 1 sierpnia 2004 roku w zremisowanym 2:2 meczu z Lillestrøm SK. 30 października 2004 roku w wygranym 3:1 spotkaniu z Sogndal Fotball strzelił pierwszego gola w Tippeligaen. Przez 3 lata w barwach Tromsø rozegrał 68 spotkań i zdobył 3 bramki.
W 2007 roku Bernier podpisał kontrakt z niemieckim 1. FC Kaiserslautern. 13 sierpnia 2007 roku w zremisowanym 1:1 pojedynku z TSV 1860 Monachium zadebiutował w 2. Bundeslidze. Do końca sezonu 2007/2008 w barwach Kaiserslautern zagrał 15 razy i zdobył jedną bramkę.
W 2008 roku został graczem duńskiego FC Nordsjælland. W Superligaen pierwszy mecz zaliczył 20 lipca 2008 roku przeciwko Brøndby IF (0:2). W 2009 roku oraz w 2010 roku zdobył z zespołem Puchar Danii.
W 2011 roku Bernier odszedł do Lyngby BK, także grającego w Superligaen. Zadebiutował tam 28 sierpnia 2011 roku w przegranym 0:4 spotkaniu z FC Nordsjælland.
W 2012 roku powrócił do Montrealu Impact.

## Kariera reprezentacyjna
W reprezentacji Kanady Bernier zadebiutował 15 listopada 2003 roku w przegranym 1:5 towarzyskim meczu z Czechami. W 2005 roku został powołany do kadry na Złoty Puchar CONCACAF. Na tym turnieju zagrał w 3 spotkaniach, a Kanada odpadła z turnieju po fazie grupowej.
W 2007 roku Bernier ponownie znalazł się w kadrze na Złoty Puchar CONCACAF. Tym razem wystąpił na nim 5 razy, a Kanada zakończyła turniej na półfinale. 11 lipca 2009 roku w zremisowanym 2:2 meczu fazy grupowej Złotego Pucharu CONCACAF 2009 z Kostaryką strzelił pierwszego gola w kadrze. Tamten turniej zakończył z zespołem na ćwierćfinale.